# Kenton-on-Sea
Kenton-on-Sea - plus communément appelée Kenton - est une petite ville balnéaire située au bord de l'océan indien dans la province du Cap-Oriental en Afrique du Sud et gérée par la municipalité locale de Ndlambe dans le district de Sarah Baartman.
Kenton est principalement une destination de vacances balnéaires. Sa région dispose de nombreuses plages, de collines verdoyantes et d'une réserve naturelle.

## Localisation
Kenton est situé sur la Sunshine coast, entre les rivières Bushmans et Kariega, à mi-chemin par la route R72 d'East London (156 km) et de Port Elizabeth (130 km) et à 10 km au sud-ouest de Kasouga. Kenton est également à 59 km au sud de Grahamstown par la route R343.
Géographiquement, Kenton est traversé par la route R72 qui sépare le village balnéaire (au sud) du township d'Ekuphumleni (au nord). 
Majoritairement anglophone, hors township d'Ekuphumleni, Kenton fait face, sur l'autre rive de la rivière Bushman, à la ville de Boesmansriviermond, principalement de langue afrikaans.

## Démographie
Selon le recensement de 2011, Kenton-on-Sea compte 5 154 habitants (80,50% de noirs, 17,37% de blancs et 1,36% de coloureds).
L'isiXhosa est la langue maternelle principale de la population locale (71,41%) devant l'anglais sud-africain  (20,23%).

## Historique
Kenton fut fondée en 1935. Durant la période de l'apartheid, les habitants noirs de Kenton furent forcés de déménager au Ciskei car le village était situé en zone blanche.